# Terminalia polyantha
Terminalia polyantha là một loài thực vật có hoa trong họ Trâm bầu. Loài này được C. Presl miêu tả khoa học đầu tiên năm 1849.